# Demidov (oblast Smolensk)
Demidov (Russisch: Демидов) is een stad in de Russische oblast Smolensk. Het aantal inwoners ligt rond de 8.300. Demidov is tevens het centrum van het gelijknamige bestuurlijke rayon. De stad ligt aan de rivier Kasplja, ongeveer 92 kilometer ten noordnoordwesten van Smolensk.
De nederzetting met de naam Поречье (Poretsje) is bekend sinds 1499. In 1776 werd de status van stad toegekend. In 1918 werd de naam van de stad veranderd in Demidov, vernoemd naar de jonggestorven Bolsjewiek Jakov Demidov (1899 - 1918), die daarvandaan kwam.
De bekendste inwoner die Demidov heeft voortgebracht is de acteur Joeri Nikoelin.
Bestuurlijk centrum: Smolensk 

Demidov · Desnogorsk · Dorogoboezj · Doechovsjtsjina · Gagarin · Jartsevo · Jelnja · Potsjinok · Roslavl · Roednja · Safonovo · Sytsjovka · Velizj · Vjazma